# Geovanny Caicedo
Banner Geovanny Caicedo Quiñónez (Esmeraldas, 28 marzo 1981) è un ex calciatore ecuadoriano, di ruolo difensore.